# Контр-адмирал (Австралия)
Контр-адмирал (англ. Rear admiral) — военно-морское звание Королевского ВМФ Австралии. Соответствует званию «Генерал-майор» в Армии Австралии и званию «Вице-маршал авиации» в Королевских ВВС Австралии. Является «двухзвёздным» званием (по применяемой в НАТО кодировке — OF-7).

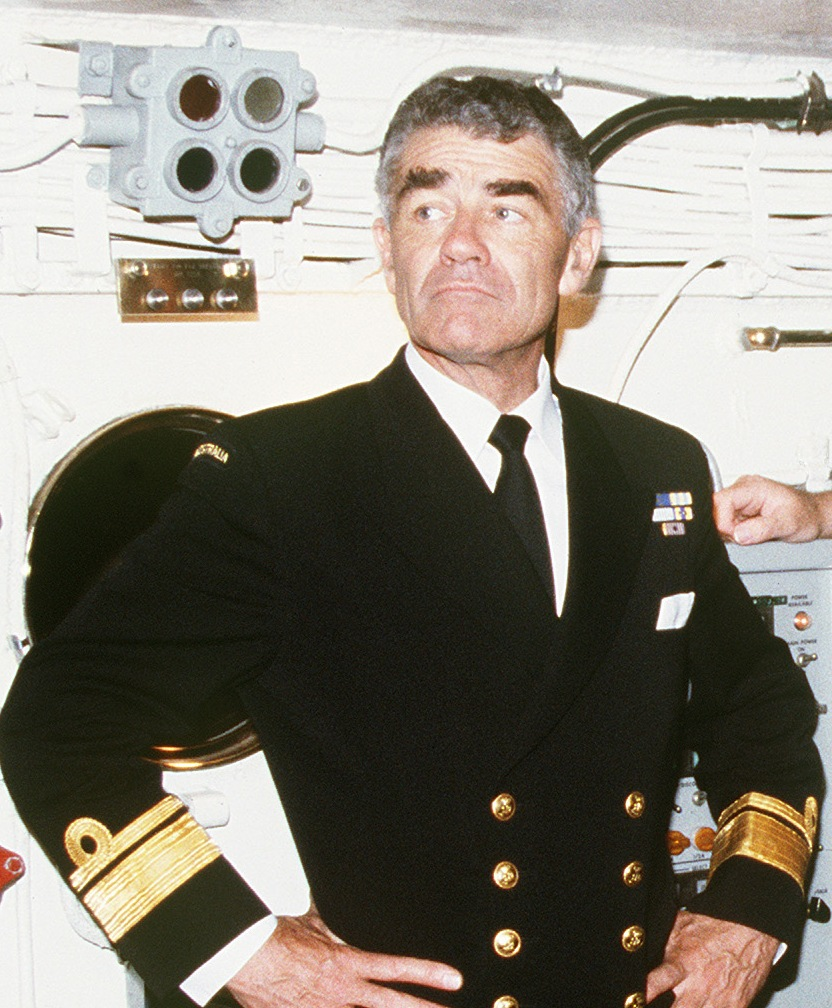
Мартин, Дэвид (губернатор) - один из носителей данного звания (апрель 1982)

Следует за званием «Коммодор» и предшествует званию «Вице-адмирал». Является прямым аналогом британского звания «Контр-адмирал».

## Положение о звании
Звание было создано в 1911 году, когда КВМФ Австралии перенял те же звания, что и в Королевском ВМФ Великобритании. В настоящее время данное звание присваивается «Заместителю Начальника флота (DCN)». Также, звание присваивается морским офицерам, занимающим различные двухзвёздные должности в структуре управления Сил обороны Австралии.

## Знаки различия
Погон представляет собой Корону Святого Эдуарда над скрещенными жезлом и саблей, над двумя восьмиконечными серебряными звёздами, а ниже надпись «AUSTRALIA». До 1995 года погон КВМФ Австралии были идентичен погону КВМФ Великобритании. Нарукавный знак различия представляет собой широкую полосу, под которой надпись «AUSTRALIA», а выше одна маленькая полоса.

## Галерея

Погон[7]
Погон до 1995 года
Нарукавные знаки различия
Штандарт